# جمعية نقاد السينما الأرجنتينية

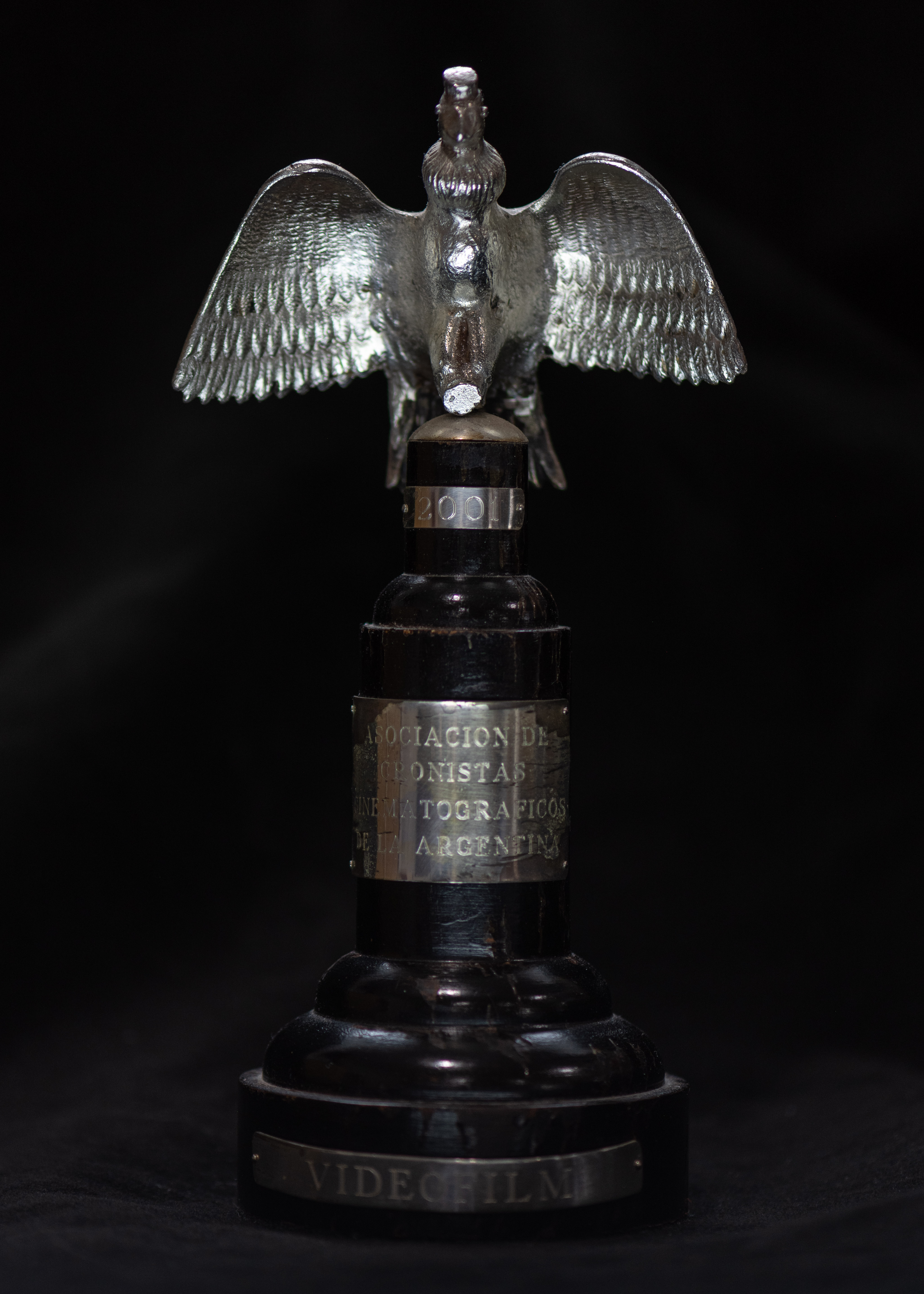

جمعية نقاد السينما الأرجنتينية (بالإنجليزية: Argentine Film Critics Association)‏ (بالإسبانية: Asociación de Cronistas Cinematográficos de la Argentina) هي منظمة للصحفيين والمراسلين في الأرجنتين. تقدم الجمعية «جائزة الكوندور الفضي» لتكريم الإنجازات في السينما الأرجنتينية. تعتبر هذه الجوائز هي المعادلة في الأرجنتين لجوائز الأوسكار. تم تنظيم الجمعية في 10 يوليو 1942، وبدأت في منح الجوائز السنوية منذ عام 1943، مع فترات توقف أحياناً. جمعية نقاد السينما الأرجنتينية هي عضو في الاتحاد الدولي لنقاد السينما، المعروف أيضًا باسم (FIPRESCI).

## جوائز كوندور الفضي
تمنح الجمعية جائزة الكوندر الفضي (النسر الأمريكي الفضي) من فئات مختلفة، وأفضل فيلم إيبيرو أمريكي، وأفضل فيلم أجنبي. يتم أحيانًا تقديم جائزة الكوندور الخاص، كما يتم منح جائزة كوندور للسيرة الذاتية على أساس منتظم. منحت الجمعية، وفقًا لقاعدة بيانات الأفلام على الإنترنت IMDb، جوائز في السنوات التالية: 1943-1957، 1959-1974، 1981-1983، ومن 1985 إلى الوقت الحاضر.
الأمين العام للجمعية هو خوان بابلو روسو اعتبارًا من مارس 2019.

## الجوائز
فئات الجوائز الحالية
أفضل فيلم / أفضل فيلم وثائقي / أفضل فيلم أول / أفضل فيلم إيبيرو أمريكي / أفضل فيلم أجنبي / أفضل مخرج
أفضل ممثل / أفضل ممثلة / أفضل ممثل مساعد / أفضل ممثلة مساعدة
أفضل ناشيء جديد (رجال) / أفضل ناشئة جديدة (سيدات)/ أفضل سيناريو أصلي
أفضل سيناريو مقتبس / أفضل تصوير سينمائي / أفضل مونتاج
أفضل موسيقى / أفضل صوت / أفضل تصميم إنتاج / أفضل تصميم أزياء
المكياج وتصفيف الشعر / أفضل فيلم قصير / أفضل فيلم على الفيديو / جائزة الوظيفة (تشمل الصحفيين)
فئات الجوائز السابقة
فئات الجوائز التي تم منحها في الماضي، ولا يتم منحها حاليًا، تشمل:
أفضل فيلم رسوم متحركة (2001-2008)
أفضل مشغل كاميرا

## وصلات خارجية
https://www.imdb.com/event/ev0000038/2020/1/ جمعية نقاد السينما الأرجنتينية